# 김진기 (군인)
김진기(金晋基, 1932년 4월 19일 ~ 2006년 12월 28일)는 대한민국의 군인 겸 정치인이다.
예비역 육군 준장이며, 1979년 12·12 군사 반란 당시 육군본부 헌병감 및 육군 준장이었다. 평안북도 후창 출생이고 본관은 김해(金海)이며 아호는 산민(山民)이다.

## 생애
평안북도 후창군에서 출생하였고 평안남도 평양제일고등보통학교를 졸업하였다. 한국 전쟁 당시 월남하여 1950년 12월 육군 갑종사관 6기로 육군 소위 임관 후 이듬해 1951년 육군종합학교 2기로 육군 중위 재임관되었으며 같은 해 1951년 육군사관학교 10기로 육군 대위 보임됨으로써 본격적인 군 생활을 시작하였고 1953년까지 한국 전쟁에 참전하였다. 1972년부터 이듬해 1973년까지 베트남 전쟁에 참전하였으며 훗날 귀국한 이후 국방부 조사대장을 지냈고 1979년 당시 육군본부 헌병감으로 재직하던 중, 10·26 사건이 터지자 김재규 중앙정보부장을 직접 체포하기도 하였으며, 12.12 군사 반란 당시 신군부 측이 육참총장이던 정승화 장군을 불법으로 연행하자 이에 저항하다 육군 보안사령부에 끌려가 고초를 겪고 결국 이듬해 신군부의 강제적인 핍박으로 인하여 1980년 육군 준장으로 자진 예편했다. 예편된 후에는 1996년 한국토지공사 이사장을 지냈으며 자녀는 슬하 1남 2녀를 두었다.

## 학력
- 1949년 평안남도 평양제일고등보통학교 졸업
- 1951년 대한민국 육군보병학교 졸업
- 1951년 대한민국 육군종합학교 2기
- 1951년 대한민국 육군사관학교 10기
- 1952년 대한민국 육군기갑학교 졸업
- 1955년 대한민국 육군부관학교 졸업
- 1955년 대한민국 육군고급부관학교 졸업
- 1956년 미국 육군보병학교 졸업
- 1959년 미국 육군포병학교 졸업
- 1957년 미국 육군헌병학교 졸업
- 1958년 대한민국 육군포병학교 졸업
- 1959년 미국 육군야전포병학교 졸업
- 1962년 국학대학교 법학과 학사
- 1964년 고려대학교 경영대학원 경영학 석사
- 1967년 대한민국 육군대학 학사
- 1969년 대한민국 국방대학교 행정학사 14기
- 1972년 대한민국 국방대학원 행정학 석사

### 비학위 수료
- 1974년 고려대학교 경영대학원 최고경영자과정 수료
- 1976년 서울대학교 행정대학원 발전정책과정 수료

## 약력
- 1949년 평안남도 평양제일고등보통학교 졸업
- 1950년 육군 갑종 6기로 육군 소위 임관
- 1950년 육군종합학교 2기로 육군 중위 재임관
- 1951년 육군사관학교 10기로 육군 대위 보임
- 1972년 베트남 전쟁에 참전(1972년 3월부터 이듬해 1973년 9월까지 1년 6개월 참전)
- 1976년 육군참모총장 비서실 실장
- 1977년 국방부 조사대장
- 1979년 육군본부 헌병감
- 1980년 육군 준장 예편
- 1996년 한국토지공사 이사장
- 1998년 헌우중앙회 회장
- 2006년 12월 28일 사망

## 미디어에서
- 김병옥 - 2005년 영화 《그때 그 사람들》
- 김성균 - 2023년 영화 《서울의 봄》[2]